# Turandot (radioodbiornik)
Turandot – polski monofoniczny radioodbiornik średniej klasy produkowany w Zakładach Radiowych im. Marcina Kasprzaka w Warszawie. Umożliwia odbiór stacji na falach długich, średnich, krótkich i UKF. Posiada 8 obwodów strojonych (9 dla UKF), wbudowaną antenę ferrytową, pojemnościową i dipolową, regulatory barwy tonów (klawiszowe i dwa obrotowe), oraz gniazda antenowe, gramofonowo-magnetofonowe i głośnikowe. Układ odbiornika (superheterodynowy), zmontowany jest na płytce drukowanej. Elementami aktywnymi jest 6 lamp elektronowych nowalowych (ECC 85 – głowica UKF, ECH 81 – heterodyna i mieszacz dla zakresów fal DSK, EBF 89 – wzmacniacz p.cz. dla toru AM i FM oraz detektor w torze AM i ARW w torze AM i FM, ECC 83 – wzmacniacz napięciowy m.cz., EL 84 – wzmacniacz mocy m.cz. i EM 80 – elektronowy wskaźnik dostrojenia). Układ elektroniczny zawiera również 2 diody germanowe (DOG 53 – detektor stosunkowy FM) i prostownik selenowy mostkowy (SPS-6B-250/100). Transformator sieciowy jak w radioodbiorniku Wirtuoz.
Głowica UKF jest typu znormalizowanego o symetrycznych obwodach wejściowych dla anteny o impedancji 300 omów i z heterodyną w układzie generatora Meissnera. W obudowie zamontowano dwa głośniki.